# Sebastian Boenisch
Sebastian Boenisch (født 1. februar 1987 i Gliwice, Polen) er en polskfødt tysk fodboldspiller, der spiller som venstre back. Han har gennem karrieren spillet for henholdsvis Schalke 04, Werder Bremen, Bayer Leverkusen og 1860 München.
Med Werder Bremen vandt Boenisch i 2009 den tyske pokalturnering.

## Landshold
Boenisch har tidligere spillet flere kampe på tyske U-landshold, men valgte i 2010 at stille op for Polen. I maj 2012 blev Boenisch udtaget til Polens trup til EM samme år.

## Titler
DFB-Pokal
- 2009 med Werder Bremen